# Lemon (альбом)
Lemon — другий альбом харківського гурту «Lюk», виданий у 2004 році.

## Композиції
1. Спрага 	(3:48)
2. L5 	(3:54)
3. A Couse De Toi 	(4:42)
  - Лірика - Константин Русев
4. Никотин 	(4:08)
5. Дядя 	(4:22)
6. Homme Impossible 	(4:06)
  - Лірика - Константин Русев
  - Тромбон - Денис Клименко
  - Труба - Евгений Ципак
7. Lemon 	(4:04)
8. Солнце 	(4:01)
  - Вокал - Сергеич
9. Парапланы 	(3:32)
10. Португальцы 	(3:33)
11. Electro 1: Kolyskova 	(3:31)
  - Труба - Евгений Ципак
12. Штурман Басов 	(3:44)
  - Лірика - Сергій Жадан
  - Саксофон - Евгений Кузьмов
  - Тромбон - Денис Клименко
13. Бо 	(3:51)
14. Electro 2: Океан. Один Раз 	(3:00)

## Над альбомом працювали
- Бас, Double Bass - Ігор Фадеев
- Composed By [Co-composer] - Дед Мороз
- Барабани - Крот
- Гітара - Валентин Панюта
- Скрипка (13, 9) - Ігор Чернявский , Элла Злотникова
- Віолончель (7, 9, 13) - Ніна Барашкова
- Альт (3, 13)- Миколай Удовіченко
- Клавішні, програмування - Олег Сердюк
- Запис, Engineer - Владимир Филатов , Сергій Кондратьев
- Вокал - Sun (3) , Оля Герасімова
- Слова, музика - Lюk